# Установочная серия
Установочная серия — первая промышленная партия, изготовленная в период освоения производства по технической документации серийного или массового производства с целью подтверждения готовности производства к выпуску продукции с установленными требованиями и в заданных объёмах.
По выпуску установочной серии, как правило проводят различные контрольные испытания (квалификационные испытания) образцов продукции из этой серии, с целью оценки готовности производства к выпуску продукции данного типа в заданном объёме. Если программой по постановке на производство не предусматривается изготовление опытных образцов, то для выявления необходимости корректировки конструкторской документации, как правило проводят контрольные испытания (приёмочные испытания) первого образца (или партии) продукции из установочной серии, по результатам этих испытаний проводится корректировка конструкторской документации и, при необходимости, доводка всей серии до соответствия доработанной документации.
По ЕСКД (по ГОСТ 2.103) выпуск установочной серии проводится по рабочей конструкторской документации — т.е. это один из завершающих этапов разработки конструкторской документации для серийного или массового производства.
Выпуск установочной серии также один из важнейших контрольных этапов технологической подготовки производства, характеризующий как весь технологический процесс изготовления, испытаний продукции, так и его оснащение.